# Arthur Freymond
Arthur Freymond (* 1. Mai 1879 in Ursins; † 6. August 1970 in Lausanne, heimatberechtigt in Saint-Cierges) war ein Schweizer Politiker (FDP).

## Biografie
1906 lizentierte Freymond zum rer. pol. und 1910 zum lic. phil. hist. an der Universität Lausanne. Vor seinem Lizentiat war er zwischen 1903 und 1904 Französischlehrer an einer Kantonsschule und arbeitete später von 1905 bis 1916 am Mädchengymnasium. Von 1910 bis 1918 war er am Lehrerseminar in Lausanne tätig. Von 1924 bis 1945 war er Direktor, und von 1945 bis 1968 Verwaltungsrat der Assurance mutuelle vaudoise.
Von 1911 bis 1918 sass er im Gemeinderat der Stadt Lausanne und war anschliessend zwischen 1918 und 1922 Stadtrat, ehe er 1922 zum Stadtpräsidenten ernannt wurde und dieses Amt bis 1924 ausübte. Freymond hatte in den Jahren 1921 bis 1937 Einsitz im Grossen Rat des Kantons Waadt. Ferner war er Präsident des Cercle démocratique de Lausanne und der Société académique vaudoise.
Er war Mitglied der akademischen Gesellschaft Belles-Lettres sowie 1904–06 der Kommission des „Livre d'or“ und Mitverfasser der Histoire de la Société de Belles Lettres de Lausanne, 1906.